# Като, Киёми (волейболистка)
Киёми Като (яп. 加藤きよみ, англ. Kiyomi Kato; р. 9 марта 1953, Нака, префектура Ибараки, Япония) — японская волейболистка, нападающая. Чемпионка летних Олимпийских игр 1976 года.

## Биография
В 1971 году Киёми Като была принята в одну из сильнейших команд Японии «Хитати Мусаси» (Кодайра), в составе которой стала трёхкратной чемпионкой страны. В 1974—1976 выступала за национальную сборную Японии, выиграв с ней в 1974 Азиатские игры, в 1975 — чемпионат Азии, а в 1976 — Олимпийский турнир в Монреале. После победы на Олимпиаде завершила игровую карьеру.

### Клубная карьера
- …—1970 —  «Нака Минато Ити» (Нака);
- 1971—1976 —  «Хитати Мусаси» (Кодайра).

## Достижения

### Клубные
- 3-кратная чемпионка Японии — 1974—1976;
  - серебряный призёр чемпионата Японии 1973.

### Со сборной Японии
- Олимпийская чемпионка 1976.
- чемпионка Азиатских игр 1974.
- чемпионка Азии 1975.

### Индивидуальные
- 1974: по итогам чемпионата Японии вошла в символическую сборную.